# کوناد
کوناد (Conad) شرکت خرده‌فروشی ایتالیایی است، که در سال ۱۹۶۲ تأسیس شد.